# Mrzeżyno

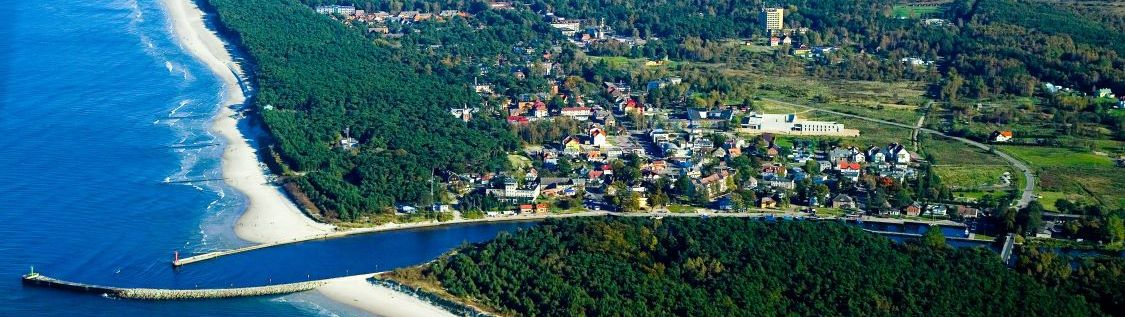
Phía đông của Mrzeżyno và cửa sông Rega

Mrzeżyno [mʐɛˈʐɨnɔ] (tiếng Đức: Deep, hoặc Treptower Deep, sau năm 1930 thường là Regamünde) là một ngôi làng có cảng biển đánh cá ở Hạt Gryfice. Đây cũng là một khu nghỉ dưỡng sức khỏe với rất nhiều lương hưu, khu cắm trại và spa. Nó nằm gần cửa sông Rega. Ngôi làng có một bãi biển nổi tiếng. Hàng năm vào tháng Bảy và tháng Tám, Mrzeżyno được nhiều khách du lịch Ba Lan và Đức ghé thăm. Bờ sông bên phải phát triển hơn bên trái, nơi chỉ có một khu định cư. Dân số là 1.727  (2009). Ngôi làng nằm trong khu vực đặc biệt bảo tồn thiên nhiên theo chương trình Natura 2000 của Liên minh Châu Âu. Nó nằm khoảng 10 kilômét (6 mi)   phía bắc Trzebiatów, 27 km (17 mi) phía bắc Gryfice và 94 km (58 mi) về phía đông bắc của thủ đô khu vực Szczecin.
Vào những năm 1920, Lyonel Feininger thường đến Treptower Deep để vẽ và cư trú.

Là người đầu tiên sau chiến tranh cưới của Ba Lan đến Biển được thực hiện trong Mrzeżyno vào ngày 17 Tháng 3 năm 1945, như Regamünde trở thành một phần của Ba Lan, theo Hội nghị Potsdam mà nhượng hầu hết các Đức tỉnh Pomerania đến Cộng hòa Nhân dân Ba Lan.

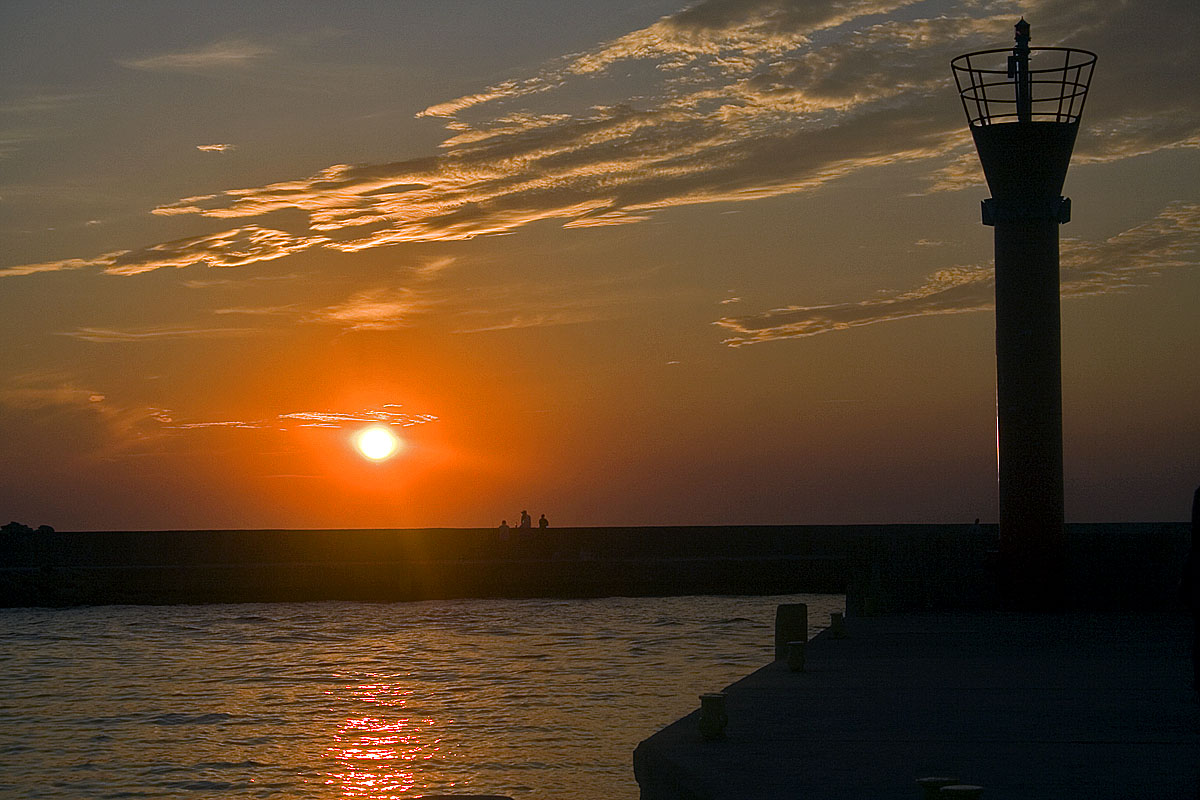
Hoàng hôn trên cửa sông Rega
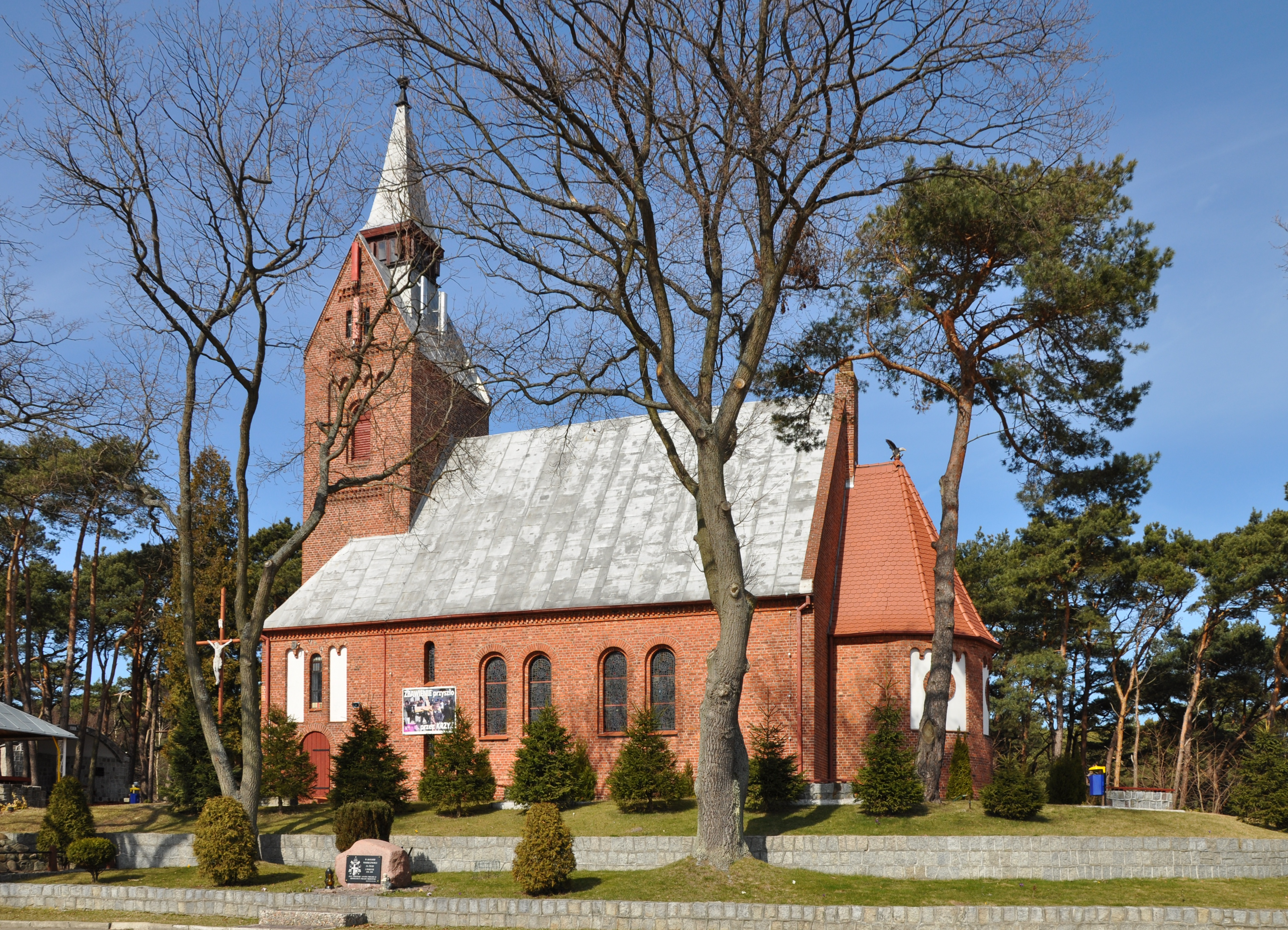
Nhà thờ thánh Peter và thánh Paul